# 活躍區
活躍區是太陽大氣層中的一個臨時區域，其特徵是強大而複雜的磁場。它們通常與太陽黑子有關，並且通常是劇烈噴發的來源，例如日冕物質拋射和太陽閃焰。在任何給定的時間，太陽盤上活躍區的數量和位置取決於太陽週期。

## 活躍區編號
在初始觀測后的第二天，美国太空气象预报中心就會為太陽盤上新觀測到的活躍區分配了4位數字的活躍區編號。分配給特定活躍區域的編號是接續在先前分配的活躍區編號之後。例如，前一個編號是8090，或AR8090，接下來的活躍區就是AR8091。
2002年7月14日，活躍區編號達到10,000。但是，受限於電腦設定的格式，SWPC仍繼續使用4位數值編號，以AR0000呈現。

## 磁場

高度簡化的活躍區磁場圖，說明了其雙極性。

### 威爾遜山磁性分類法
威爾遜山磁分類系統，也稱為黑爾磁分類系統，是一種對活躍區域磁場進行分類的方法。它於1919年由喬治·海爾和在威爾遜山天文臺工作的同事首次引入。它最初只有α，β和γ磁性分類，後來由H. Künzel在1965年修改，增列了δ的分類。
| 分類  | 描述 |
| ----- | --- |
| α     | 都具有相同的磁極性，包含單顆太陽黑子或一組太陽黑子的活躍區域。相反的極性對應物仍然存在，但強度微弱或濃度不足以形成太陽黑子。 |
| β     | 至少具有兩個相反磁極性的太陽黑子或太陽黑子群的活躍區域。兩極性之間也存在一條簡單的中性線。                                   |
| γ     | 具有磁極性完全混合的太陽黑子的活躍區域。                                                                                     |
| β-γ   | 至少具有兩個相反磁極性的太陽黑子或太陽黑子群（因此為β），但沒有明確定義的中性線劃分相反極性的活動區域（因此為γ）。           |
| δ     | 其它類型限定的符號，表示在太陽圖距離上相隔不超過 2° 的單顆半影區域內有極性相反的本影。                                       |
| β-δ   | 具有β磁場的活躍區域，並且在單顆半影內至少有一對極性相反的本影（因此為δ）。                                                   |
| β-γ-δ | 具有β γ磁場的活躍區域，並且在單顆半影內至少有一對極性相反的本影（因此為δ）。                                                 |
| γ-δ   | 具有γ磁場的活躍區域，並且在單顆半影內至少有一對極性相反的本影（因此為δ）。                                                   |

## 太陽黑子

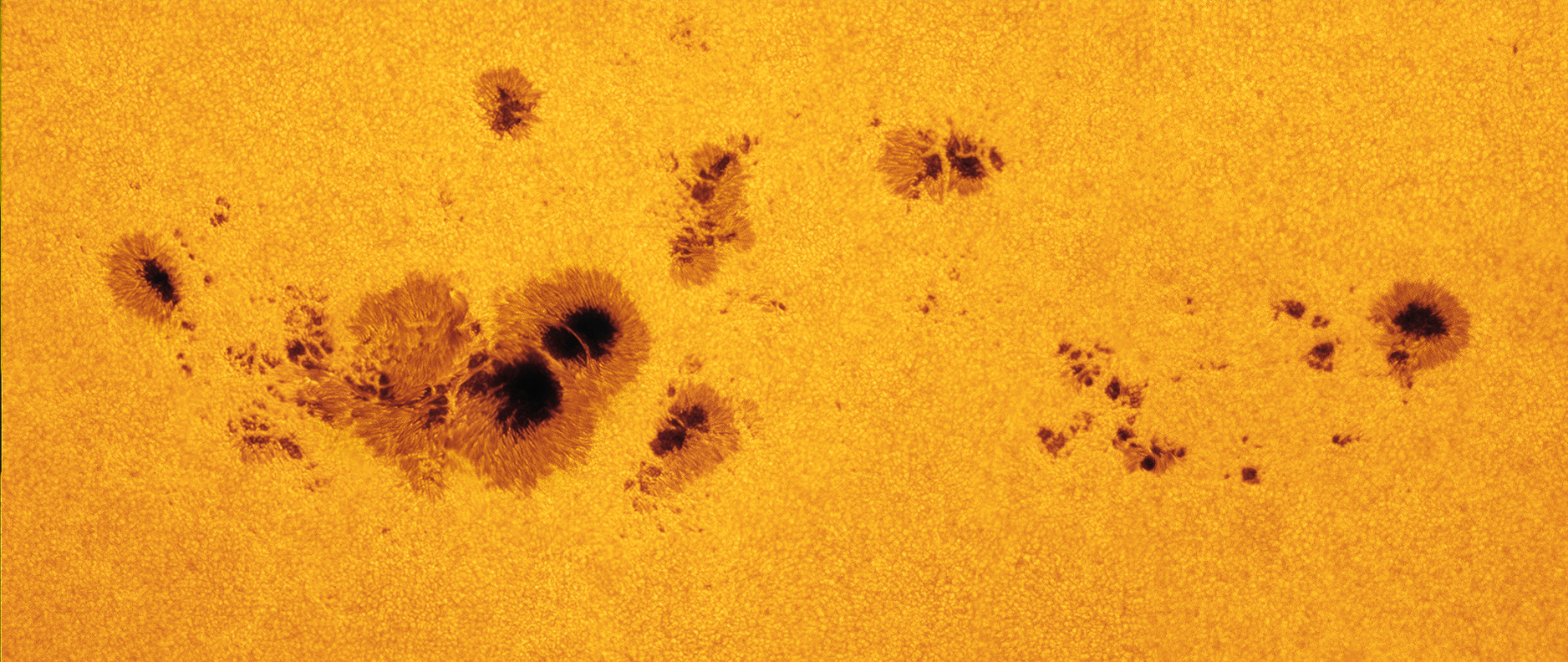
在可見光下看到的一個活躍區，顯示一群太陽黑子。

在活躍區中發現的強磁通量通常足以抑制對流。如果沒有對流將能量從太陽內部輸送到光球層，表面溫度會隨著黑體輻射發射的強度減弱而降低。這些較冷的電漿區域被稱為太陽黑子，並且經常成群出現。然而，並不是所有活躍區都有太陽黑子。